# Józef Święcicki (powstaniec)

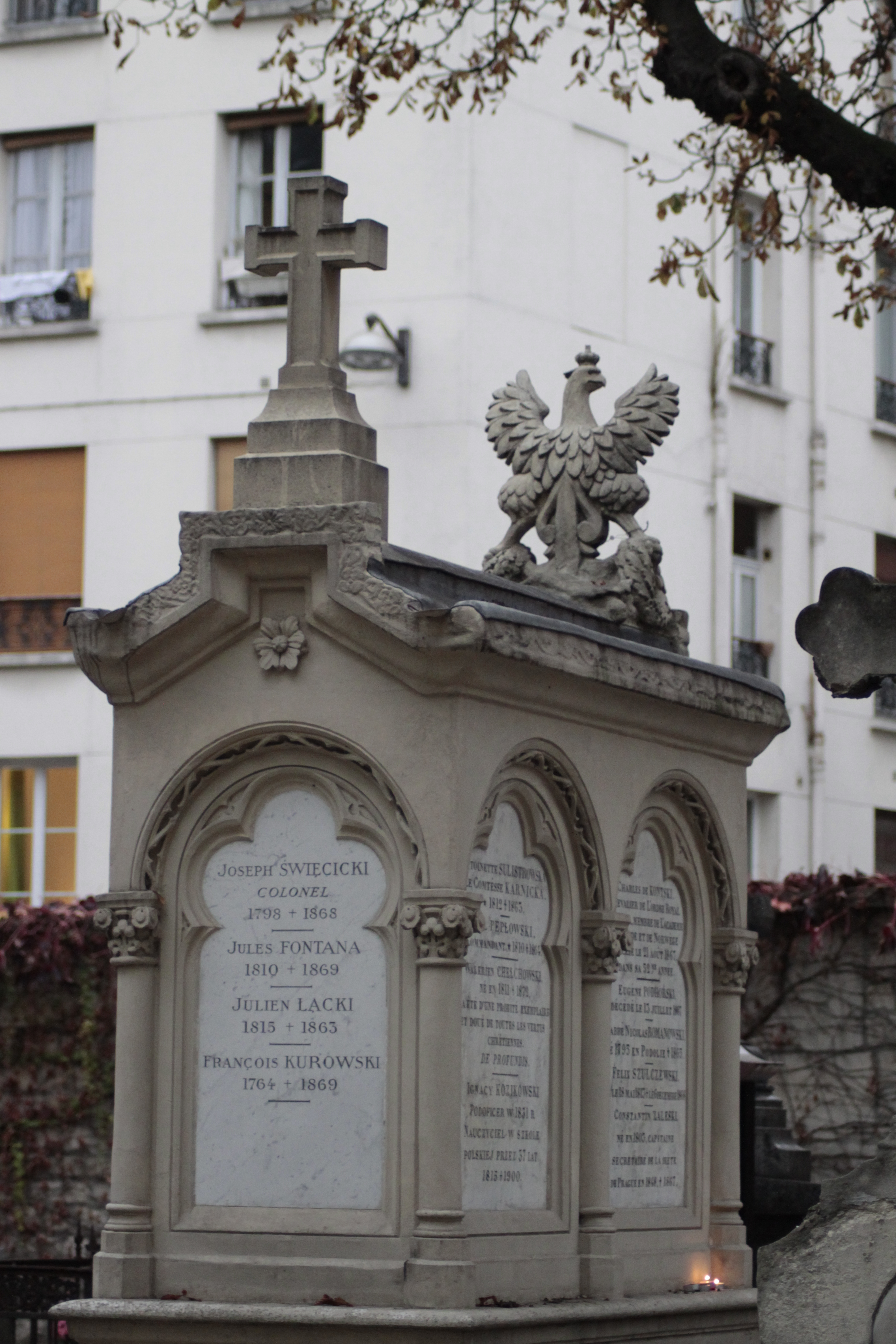
Grobowiec zbiorowy powstańców

 Józef Święcicki (ur. 18 marca 1799 w Dłużniewicach, zm. 24 grudnia 1868 w Paryżu we Francji) – polski powstaniec z 1830 i członek polskiej emigracji we Francji.

## Życiorys
Józef Święcicki urodził się 18 marca roku w Dłużniewicach w okolicach Opoczna w bogatej rodzinie ziemiańskiej.
Ojcem Józefa Gabriela Michała (takie imiona otrzymał w czasie chrztu) był Jan Kanty Franciszek Borgiasz Święcicki herbu Jastrzębiec, dziedzic Żukowa, Młodzianowa, Woli Żukowskiej, Woli Kanimirowej i Nieczałówa. Matka Aldegenda Regina de Bousquet du Laurans pochodziła z arystokratycznej rodziny francuskiej.
Rodzina zdecydowała, że młody Józef poświęci się karierze prawniczej. Ułatwiono mu praktykę w biurze adwokackim, a następnie znaleziono miejsce w prefekturze departamentu radomskiego.

### Służba w wojskuKrólestwa Kongresowego
Józef Święcicki zrezygnował z kariery prawniczej i w roku wstąpił jako ochotnik do pierwszego batalionu 3 pułku piechoty liniowej stacjonującego w Radomiu. W roku skierowano go do szkoły podchorążych. Szkołę ukończył w 1817 roku i wraz ze stopniem podporucznika otrzymał przydział do 4 pułku piechoty liniowej stacjonującego w Warszawie. Zdolności, jakie przejawiał w szkoleniu z musztry zwróciły na niego uwagę wielkiego księcia Konstantego. Został instruktorem musztry i szkolił w niej wiele oddziałów – między innymi: Pułki dragonów – kinburski, twerski i smoleński. W roku otrzymał stopień porucznika i został instruktorem w swoim macierzystym pułku – 4 pułku piechoty liniowej. Kolejnymi oddziałami, które szkolił były oddziały z pułków piechoty rosyjskiej – pułku smoleńskiego, mohilowskiego, "princa Karla" i "princa Wilhelma", następnie zaś batalion pionierów litewskich. W roku został osobistym instruktorem musztry wielkiego księcia Mikołaja – najmłodszego brata wielkiego księcia Konstantego, aż do jego powrotu do Petersburga. Porucznik Józef Święcicki kontynuował pracę instruktora i w październiku otrzymał awans na kapitana i przydział do pułku grenadierów gwardii. Dokumenty wystawione przez wielkiego księcia Konstantego nie dotarły już do rąk Józefa Święcickiego – przeszkodził w tym wybuch powstania listopadowego. Sukcesy w swojej pracy instruktora zawdzięczał Święcicki swoim nowatorskim jak na ówczesne czasy i osobę głównodowodzącego metodom. Nie stosował kar cielesnych i brutalnego terroru wobec żołnierzy. Dbał o ich warunki bytu. Pozwalał na noszenie w czasie ćwiczeń spodni "francuskich" szerszych i wygodniejszych niż obcisłe spodnie "rosyjskie". Nie przestrzegał sztywnych zasad dyscypliny poza ćwiczeniami. Wywoływało to niezadowolenie wielkiego księcia Konstantego, ale znakomite wyniki szkolenia chroniły porucznika Święcickiego przed konsekwencjami.
18 lipca 1826 roku Józef Święcicki wziął ślub z Marianną Eleonorą Kaczorowską. W roku Szkoła Artylerii postanowiła wręczyć Święcickiemu honorową szpadę, książę Konstanty zabronił mu przyjęcia tego dowodu sympatii, nie chcąc jednak być gorszym udekorował go Orderem Świętego Stanisława z roczną pensją 1000 złotych. W kwietniu roku urodził się syn Józefa i Marianny Walery. Chrzciny Walerego wykorzystała Szkoła Artylerii i jej przedstawiciele wręczyli Józefowi Święcickiemu pamiątkową szpadę, której nie mógł przyjąć jako oficer. W roku urodziła się córka Józefa, jednak wkrótce zmarła. W czerwcu roku przyszedł na świat syn Władysław.

### Udział w powstaniu listopadowym
Józef Święcicki nie brał czynnego udziału w przygotowaniach do powstania, choć był o nich informowany. Mimo to 29 listopada roku zaproponował spiskowcom, aby urządzić fałszywy alarm bojowy i pod tą przykrywką zgromadzić spiskowców. On też zaproponował jak najszybszy atak na Arsenał i stanął na czele szturmujących. Z dowódcy kompanii grenadierów szybko awansował na dowódcę batalionu. Brał udział we wszystkich bitwach, w których uczestniczył czwarty pułk piechoty – pod Dobrem, Wawrem, Olszynką Grochowską, Dębem Wielkim, w obronie Warszawy i Modlina, w bitwie pod Ostrołęką. Pozostawał na pierwszej linii z podległymi mu żołnierzami. Kiedy po bitwie pod Olszynką Grochowską w zatłoczonej Warszawie zabrakło miejsca dla jego żołnierzy, ułożył się wraz z nimi do snu na placu Grzybowskim pod gołym niebem. Wraz z 4 pułkiem piechoty 5 października roku w okolicach wsi Jastrzębie przeszedł, nie ulegając propozycjom amnestii carskiej, do Prus, gdzie zostali internowani w obozach nad Drwęcą pod Brodnicą. Podpułkownik Józef Święcicki za udział w kampanii 1830-1831 roku został odznaczony Złotym Krzyżem Virtuti Militari. 18 listopada roku został dowódcą rozbrojonego już 4 pułku piechoty liniowej na miejsce podpułkownika Józefa Borzęckiego, który po przejściu do Prus wycofał się z dowodzenia.
Władze pruskie starały się wszystkimi metodami zmusić powstańców do powrotu do Królestwa Kongresowego. Bicie, głodzenie, aresztowania a nawet zabójstwa były na porządku dziennym. Podpułkownik Józef Święcicki negocjował z władzami pruskimi, organizował życie stacjonującego na Żuławach 4 pułku. To on dla obrony rozbrojonych żołnierzy przed Prusakami zorganizował uzbrojone w okute żelazem kije kompanie wartownicze. Jego postawa zdecydowała o tym, że większość żołnierzy (około 1300) 4 pułku wyjechała na emigrację do Francji i Anglii. Święcicki został 31 stycznia roku aresztowany przez władze pruskie i zmuszony do udania się do Francji. Władze carskie nie zapomniały Józefowi Święcickiemu aktywnego udziału w powstaniu listopadowym. Za fałszywy alarm bojowy i wyprowadzenie 4 pułku piechoty z koszar Sapieżyńskich oraz zdobycie arsenału został on na samym początku wykluczony z amnestii carskiej, a w procesie sprawców nocy listopadowej, członków rządu powstańczego i przywódców powstania we wrześniu 1834 roku został zaocznie skazany na karę śmierci.

### Emigracja
Podpułkownik Józef Święcicki przybył do Strasburga pod koniec lutego roku. Przez władze francuskie został skierowany do ośrodka dla uchodźców polskich w Besançon. Rozpoczął starania o ściągnięcie do Francji żony z dziećmi. Dzięki pomocy organizacji zajmujących się uchodźcami z Polski zdobył potrzebne na ten cel pieniądze. Niestety Marianna stawiała coraz wyższe wymagania. W tym czasie inny z oficerów powstania listopadowego podpułkownik Józef Zaliwski podjął próbę zorganizowania oporu w Polsce i przygotowania następnego powstania. Józef Święcicki zgodził się zostać jego emisariuszem. Misja ta zgadzała się z jego poglądami o konieczności kontynuowania oporu, była też okazją na spotkanie się z rodziną i zorganizowanie wyjazdu. Prośbę o paszport do Drezna uzasadnił właśnie staraniami o przyjazd rodziny do Francji. W marcu 1833 roku wspólnie z podpułkownikiem Franciszkiem Bobińskim znaleźli się w Lipsku i tam dowiedzieli się o tym, że wyprawa ich jest już znana władzom carskim, które obsadziły granicę w poszukiwaniu emisariuszy.
Zdesperowany, ciężko chory na skutek przeżyć Święcicki przedostał się jednak do Galicji. Leczył się w zaprzyjaźnionych dworach i ciągle próbował nawiązać kontakt z żoną. Ta jednak ostatecznie zdecydowała się na ostateczne zerwanie więzi z mężem. Bez wątpienia miały na tę decyzję wpływ władze carskie zmuszające do takich kroków rodziny uchodźców. Rodzina żony Józefa Święcickiego też była wrogo nastawiona do powstania. Zaowocowało to wychowaniem synów Józefa i Marianny – obaj zostali w okresie późniejszym oficerami armii carskiej.
Podleczony Święcicki nie miał po co dalej zostawać w Galicji, nie mógł też, po nadużyciu zaufania władz francuskich wracać do Francji. Udało mu się przedostać do Anglii, gdzie znalazł się na początku 1834 roku. Mieszkał w miasteczku Leamigton Spa u leczącego go lekarza, otoczony bezinteresowną opiekę jego rodziny. Wstąpił do Ogółu Londyńskiego – organizacji skupiającej większość uchodźców. Ponownie nawiązał kontakt z żoną, ta jednak postawiła warunek którego były powstaniec spełnić nie mógł. Zgodziła się na wyjazd na emigrację, jeśli ten zapewni rodzinie roczny dochód w wysokości 8000 franków francuskich rocznie. W tym czasie Józef Święcicki żył z zasiłku trzech funtów wypłacanego mu raz na cztery tygodnie przez władze angielskie. Próbował zdobyć jakiś zawód – i wydawało się, że jest bliski celu. Dzięki protekcji zaproponowano mu stanowisko dyrektora nowo powstającej stalowni, a nawet przełamano opory władz francuskich i wysłano na naukę zawodu stalownika do Francji.
Niestety kilkumiesięczna ciężka praca w hucie zniszczyła już i tak mocno nadszarpnięte zdrowie Święcickiego, a powstająca spółka upadła. Po pobycie w szpitalu chciano deportować go do Anglii. Sytuację uratowała propozycja zamieszkałego w Galicji wuja Stanisława du Laurans, który zlecił Józefowi Święcickiemu poszukiwania swoich francuskich przodków, i należnych mu części spadku. Po dłuższych staraniach władze francuskie udzieliły podpułkownikowi prawa pobytu ze wskazaniem Tuluzy jako miejsca osiedlenia, gdzie przybył pod koniec roku. Poza prowadzonymi badaniami Józef Święcicki próbował pracować. Dla prefektury departamentu Gers sporządzał listy podatkowe. Ta niestała, nie najlepiej opłacana, wymagająca przemieszczania się praca spowodowała następne załamanie się zdrowia i długi pobyt w szpitalu. W roku Święcicki przeniósł się do Paryża, gdzie żył z zasiłku.
Podpułkownik Józef Święcicki wstąpił do założonego w roku przez generała Macieja Rybińskiego Stronnictwa Wojskowego. Był bardzo aktywnym członkiem tej organizacji. W roku generał Rybicki awansował go do stopnia pułkownika a następnie powierzył mu obowiązki szefa sztabu. W latach 50. stronnictwo powoli kończyło działalność, i tym samym pułkownik Józef Święcicki zakończył swoje ostatnie działania na rzecz niepodległości Polski.
Żył w wielkiej nędzy. Wynajmował najtańsze pomieszczenia na poddaszach paryskich kamienic. Odżywiał się bardziej niż skromnie. Mięsa prawie nie kupował, podstawą jego kuchni były ziemniaki, bo nawet na chleb często nie starczało zasiłku. Mimo bardzo trudnej sytuacji materialnej i mocno nadszarpniętego zdrowia, dbał o swój wygląd. Ubrania chociaż stare i znoszone zawsze były czyste i dbał o to, aby być zawsze czystym i ogolonym.
W roku, nie mogąc utrzymać się samodzielnie przeniósł się do Zakładu Świętego Kazimierza – przytułku na przedmieściach Paryża prowadzonego przez siostry szarytki. Pułkownik Józef Święcicki zmarł 24 grudnia 1868 roku i został pochowany w zbiorowej mogile uchodźców polskich na paryskim cmentarzu Montmartre.